# Canton de Saint-Jean-de-Maurienne
Le canton de Saint-Jean-de-Maurienne est une division administrative française, située dans le département de la Savoie et la région Auvergne-Rhône-Alpes.

## Histoire
Dans le cadre du redécoupage cantonal de 2014, le canton de Saint-Jean-de-Maurienne s'agrandit en fusionnant avec le canton de La Chambre voisin. Le nouveau canton remplace définitivement les deux cantons précédents à compter des élections départementales de 2015.

## Représentation

### Conseillers d'arrondissement (1861-1940)
Le canton de Saint-Jean-de-Maurienne avait deux conseillers d'arrondissement.
| Période                                  | Période          | Identité          | Étiquette   | Qualité |
| ---------------------------------------- | ---------------- | ----------------- | ----------- | --- |
| 1861                                     |                  | Ignace Deléglise  |             | Avocat |
| 1861                                     |                  | Philippe Ducruez  |             | Notaire à Saint-Jean-de-Maurienne                                                                           |
|                                          |                  |                   |             | |
|                                          | 1881 (démission) | Albert Pey        |             | Industriel à Saint-Jean-de-Maurienne                                                                        |
| 1881                                     | 1885 (démission) | Florimond Truchet | Républicain | Pharmacien, maire de Saint-Jean-de-Maurienne (1881-1904)                                                    |
|                                          |                  |                   |             | |
| 1919                                     | 1934             | François Favier   | Radical     | Propriétaire à Saint-Julien-de-Maurienne                                                                    |
|                                          | 1934             | Jean Bernard      | Radical     | Maire de Montrond                                                                                           |
| 1934                                     | 1940             | Jean Vial         | Rad.ind.    | Maire d'Albiez-le-Jeune, Président du Conseil d'arrondissement                                              |
| 1934                                     | 1940             | Jules Bochet      | Rad.ind.    | Maire d'Hermillon                                                                                           |
| 1940                                     |                  |                   |             | Les conseils d'arrondissement ont été suspendus par la loi du 12 octobre 1940 et n'ont jamais été réactivés |
| Les données manquantes sont à compléter. |                  |                   |             | |

### Conseillers généraux (1861-2015)
| Période                                  | Période      | Identité              | Étiquette             | Qualité |
| ---------------------------------------- | ------------ | --------------------- | --------------------- | --- |
| 1861                                     | 1871         | Jean-Pierre Fay       |                       | Avocat, syndic de Saint-Jean-de-Maurienne (1839-1845, 1848-1860) |
| 1871                                     | 1885 (décès) | Maurice Petit         | Républicain           | Docteur-médecin |
| 1885                                     | 1901         | Florimond Truchet     | Républicain           | Pharmacien. Maire de Saint-Jean-de-Maurienne (1881-1904), conseiller d'arrondissement |
| 1901                                     | 1917 (décès) | Antoine Deléglise     | Rad.                  | Avoué à Saint-Jean-de-Maurienne Député (1902-1917) |
| 1917                                     | 1919         | siège vacant          |                       | |
| 1919                                     | 1928         | Jean-Saturnin Covarel |                       | Agriculteur - Maire de Fontcouverte |
| 1928                                     | 1937         | Jean-Marie Arnaud     | SFIO                  | Propriétaire-négociant à Saint-Jean-de-Maurienne |
| 1937                                     | 1940         | Louis Sibué           | SFIO                  | - Professeur - Député (1936-1942) - Ancien conseiller municipal de Saint-Jean-de-Maurienne                                                                                               |
|                                          |              |                       |                       | |
| 1942                                     | 1945         | Clément Ratel         |                       | Entrepreneur Adjoint au maire de Saint-Jean-de-Maurienne Nommé conseiller départemental en 1942                                                                                          |
|                                          |              |                       |                       | |
| 1945                                     | 1957 (décès) | Louis Sibué           | SFIO                  | - Professeur - Député (1936-1942 et 1951-1955) |
| 30 juin 1957                             | 1958         | Samuel Pasquier       | RGR puis UNR          | Avocat Maire de Saint-Jean-de-Maurienne (1953-1971) |
| 1958                                     | 1994         | Paul Perrier          | SFIO puis PS          | - Directeur du collège technique de Saint-Jean-de-Maurienne - Vice-Président du Conseil général - Député (1981-1986) (suppléant de Jean-Pierre Cot) - Maire de Villargondran (1953-1996) |
| 1994                                     | 2001         | Roland Merloz         | PS                    | Conseiller pédagogique Maire de Saint-Jean-de-Maurienne (1977-2008) |
| 2001                                     | 2015         | Pierre-Marie Charvoz  | RPR puis UMP puis DVD | - Directeur des ressources humaines - Vice-Président délégué du Conseil Général Suppléant du député Michel Bouvard (2002-2007) - Maire de Saint-Jean-de-Maurienne (2008-2020)            |
| Les données manquantes sont à compléter. |              |                       |                       | |

### Conseillers départementaux (depuis 2015)
| Période élective | Période élective | Mandat | Mandat   | Identité             | Nuance | Nuance | Qualité                                                                                              |
| ---------------- | ---------------- | ------ | -------- | -------------------- | ------ | ------ | --- |
| 2015             | 2021             | 2015   | 2021     | Pierre-Marie Charvoz |        | UDI    | Avocat Maire de Saint-Jean-de-Maurienne (2008-2020) Vice-président du Conseil départemental (Sports) |
| 2015             | 2021             | 2015   | 2021     | Monique Chevallier   |        | UDI    | Maire des Chavannes-en-Maurienne (2014-2020)                                                         |
| 2021             | 2028             | 2021   | en cours | Patrick Provost      |        | DVD    | Ancien directeur d'ESF, maire de Saint-François-Longchamp                                            |
| 2021             | 2028             | 2021   | en cours | Sophie Verney        |        | DVD    | Professeure de lettres classiques, maire de Montricher-Albanne                                       |

### Résultats détaillés

#### Élections de mars 2015
À l'issue du 1er tour des élections départementales de 2015, deux binômes sont en ballottage : Pierre-Marie Charvoz et Monique Chevallier (UDI, 60,57 %) et Corinne Chaumaz et Jean-Louis Portaz (FG, 39,43 %). Le taux de participation est de 45,12 % (7 938 votants sur 17 592 inscrits) contre 48,82 % au niveau départemental et 50,17 % au niveau national.
Au second tour, Pierre-Marie Charvoz et Monique Chevallier (UDI) sont élus avec 61,19 % des suffrages exprimés et un taux de participation de 43,93 % (4 305 voix pour 7 728 votants et 17 591 inscrits).

#### Élections de juin 2021
Le premier tour des élections départementales de 2021 est marqué par un très faible taux de participation (33,26 % au niveau national). Dans le canton de Saint-Jean-de-Maurienne, ce taux de participation est de 36,52 % (6 238 votants sur 17 082 inscrits) contre 33,57 % au niveau départemental. À l'issue de ce premier tour, deux binômes sont en ballottage : Patrick Provost et Sophie Verney (DVD, 51,43 %) et Lionel Combet et Marie Dauchy (RN, 25,4 %).
Le second tour des élections est marqué une nouvelle fois par une abstention massive équivalente au premier tour. Les taux de participation sont de 34,36 % au niveau national, 33 % dans le département et 35,55 % dans le canton de Saint-Jean-de-Maurienne. Patrick Provost et Sophie Verney (DVD) sont élus avec 73,63 % des suffrages exprimés (4 055 voix pour 6 071 votants et 17 079 inscrits),,.

## Composition

### Composition avant 2015

Le canton de Saint-Jean-de-Maurienne avant 2015, dans l'arrondissement de Saint-Jean-de-Maurienne.

Le canton de Saint-Jean-de-Maurienne regroupait seize communes.
| Nom                                 | Code Insee | Intercommunalité           | Superficie (km2) | Population (dernière pop. légale) | Densité (hab./km2) |
| ----------------------------------- | ---------- | -------------------------- | ---------------- | --------------------------------- | ------------------ |
| Saint-Jean-de-Maurienne (chef-lieu) | 73248      | CC Cœur de Maurienne Arvan | 11,51            | 7 889 (2014)                      | 685                |
| Albiez-le-Jeune                     | 73012      | CC Cœur de Maurienne Arvan | 12,45            | 146 (2014)                        | 12                 |
| Albiez-Montrond                     | 73013      | CC Cœur de Maurienne Arvan | 48,58            | 386 (2014)                        | 7,9                |
| Le Châtel                           | 73080      | CC Cœur de Maurienne Arvan | 15,31            | 195 (2014)                        | 13                 |
| Fontcouverte-la-Toussuire           | 73116      | CC Cœur de Maurienne Arvan | 21,52            | 556 (2013)                        | 26                 |
| Hermillon                           | 73135      | CC Cœur de Maurienne Arvan | 14,06            | 569 (2014)                        | 40                 |
| Jarrier                             | 73138      | CC Cœur de Maurienne Arvan | 17,79            | 493 (2014)                        | 28                 |
| Montricher-Albanne                  | 73173      | CC Cœur de Maurienne Arvan | 27,99            | 533 (2014)                        | 19                 |
| Montvernier                         | 73177      | CC Cœur de Maurienne Arvan | 6,68             | 225 (2014)                        | 34                 |
| Pontamafrey-Montpascal              | 73203      | CC Cœur de Maurienne Arvan | 11,59            | 318 (2014)                        | 27                 |
| Saint-Jean-d'Arves                  | 73242      | CC Cœur de Maurienne Arvan | 75,60            | 269 (2014)                        | 3,6                |
| Saint-Julien-Mont-Denis             | 73250      | CC Cœur de Maurienne Arvan | 33,04            | 1 632 (2014)                      | 49                 |
| Saint-Pancrace                      | 73267      | CC Cœur de Maurienne Arvan | 5,59             | 290 (2014)                        | 52                 |
| Saint-Sorlin-d'Arves                | 73280      | CC Cœur de Maurienne Arvan | 39,00            | 339 (2014)                        | 8,7                |
| Villarembert                        | 73318      | CC Cœur de Maurienne Arvan | 9,58             | 254 (2014)                        | 27                 |
| Villargondran                       | 73320      | CC Cœur de Maurienne Arvan | 6,12             | 877 (2014)                        | 143                |

### Composition depuis 2015
Lors du redécoupage de 2014, le canton comprenait trente communes entières.
À la suite de la création des communes nouvelles de Saint François Longchamp au 1er janvier 2017 et de La Tour-en-Maurienne au 1er janvier 2019, le canton comprend désormais vingt-six communes entières.
| Nom                                             | Code Insee | Intercommunalité           | Superficie (km2) | Population (dernière pop. légale) | Densité (hab./km2) | Modifier                                    |
| ----------------------------------------------- | ---------- | -------------------------- | ---------------- | --------------------------------- | ------------------ | ------------------------------------------- |
| Saint-Jean-de-Maurienne (bureau centralisateur) | 73248      | CC Cœur de Maurienne Arvan | 11,51            | 7 524 (2022)                      | 654                | modifier les données · modifier les données |
| Albiez-le-Jeune                                 | 73012      | CC Cœur de Maurienne Arvan | 12,45            | 141 (2022)                        | 11                 | modifier les données · modifier les données |
| Albiez-Montrond                                 | 73013      | CC Cœur de Maurienne Arvan | 48,58            | 366 (2022)                        | 7,5                | modifier les données · modifier les données |
| La Chambre                                      | 73067      | CC du Canton de La Chambre | 3,20             | 1 191 (2022)                      | 372                | modifier les données · modifier les données |
| La Chapelle                                     | 73074      | CC du Canton de La Chambre | 12,28            | 327 (2022)                        | 27                 | modifier les données · modifier les données |
| Les Chavannes-en-Maurienne                      | 73083      | CC du Canton de La Chambre | 4,69             | 216 (2022)                        | 46                 | modifier les données · modifier les données |
| Fontcouverte-la-Toussuire                       | 73116      | CC Cœur de Maurienne Arvan | 21,52            | 482 (2022)                        | 22                 | modifier les données · modifier les données |
| Jarrier                                         | 73138      | CC Cœur de Maurienne Arvan | 17,79            | 502 (2022)                        | 28                 | modifier les données · modifier les données |
| Montricher-Albanne                              | 73173      | CC Cœur de Maurienne Arvan | 27,99            | 477 (2022)                        | 17                 | modifier les données · modifier les données |
| Montvernier                                     | 73177      | CC Cœur de Maurienne Arvan | 6,68             | 237 (2022)                        | 35                 | modifier les données · modifier les données |
| Notre-Dame-du-Cruet                             | 73189      | CC du Canton de La Chambre | 1,90             | 221 (2022)                        | 116                | modifier les données · modifier les données |
| Saint-Alban-des-Villards                        | 73221      | CC du Canton de La Chambre | 24,02            | 88 (2022)                         | 3,7                | modifier les données · modifier les données |
| Saint-Avre                                      | 73224      | CC du Canton de La Chambre | 3,64             | 895 (2022)                        | 246                | modifier les données · modifier les données |
| Saint-Colomban-des-Villards                     | 73230      | CC du Canton de La Chambre | 81,12            | 138 (2022)                        | 1,7                | modifier les données · modifier les données |
| Saint-Étienne-de-Cuines                         | 73231      | CC du Canton de La Chambre | 20,50            | 1 193 (2022)                      | 58                 | modifier les données · modifier les données |
| Saint François Longchamp                        | 73235      | CC du Canton de La Chambre | 60,68            | 487 (2022)                        | 8,0                | modifier les données · modifier les données |
| Saint-Jean-d'Arves                              | 73242      | CC Cœur de Maurienne Arvan | 75,60            | 271 (2022)                        | 3,6                | modifier les données · modifier les données |
| Saint-Julien-Mont-Denis                         | 73250      | CC Cœur de Maurienne Arvan | 33,04            | 1 510 (2022)                      | 46                 | modifier les données · modifier les données |
| Saint-Martin-sur-la-Chambre                     | 73259      | CC du Canton de La Chambre | 4,69             | 530 (2022)                        | 113                | modifier les données · modifier les données |
| Saint-Pancrace                                  | 73267      | CC Cœur de Maurienne Arvan | 5,59             | 305 (2022)                        | 55                 | modifier les données · modifier les données |
| Saint-Rémy-de-Maurienne                         | 73278      | CC du Canton de La Chambre | 44,26            | 1 263 (2022)                      | 29                 | modifier les données · modifier les données |
| Saint-Sorlin-d'Arves                            | 73280      | CC Cœur de Maurienne Arvan | 39,00            | 347 (2022)                        | 8,9                | modifier les données · modifier les données |
| Sainte-Marie-de-Cuines                          | 73255      | CC du Canton de La Chambre | 14,95            | 840 (2022)                        | 56                 | modifier les données · modifier les données |
| La Tour-en-Maurienne                            | 73135      | CC Cœur de Maurienne Arvan | 40,96            | 1 091 (2022)                      | 27                 | modifier les données · modifier les données |
| Villarembert                                    | 73318      | CC Cœur de Maurienne Arvan | 9,58             | 245 (2022)                        | 26                 | modifier les données · modifier les données |
| Villargondran                                   | 73320      | CC Cœur de Maurienne Arvan | 6,12             | 804 (2022)                        | 131                | modifier les données · modifier les données |
| Canton de Saint-Jean-de-Maurienne               | 7317       |                            | 632,34           | 21 691 (2022)                     | 34                 | modifier les données                        |

## Démographie

### Démographie avant 2015
| 1962   | 1968   | 1975   | 1982   | 1990   | 1999   | 2006   | 2011   | 2012   |
| ------ | ------ | ------ | ------ | ------ | ------ | ------ | ------ | ------ |
| 13 859 | 15 089 | 15 552 | 15 748 | 15 746 | 15 666 | 15 779 | 15 464 | 15 322 |

### Démographie depuis 2015
En 2022, le canton comptait 21 691 habitants, en évolution de −2,16 % par rapport à 2016 (Savoie : +3,63 %, France hors Mayotte : +2,11 %).
| 2013   | 2018   | 2022   |
| ------ | ------ | ------ |
| 22 500 | 22 007 | 21 691 |